# カルタヘナ (コロンビア)
カルタヘナ（Cartagena）は、コロンビア北部の都市である。ボリーバル県の県都。人口は103万6412人（2018年）。
カリブ海に面した港町で、「カルタヘナの港、要塞、歴史的建造物群」が世界遺産に登録されている。コロンビアを代表する観光都市。

## 地理
- 面積:572km2
- 地勢:北緯10度16分（グアム島と同緯度）、東経75度30分（ニューヨーク市と同経度）

## 歴史
カルタヘナ市はスペインによる征服時代以前はカリブ語（Karib）を話す戦闘的なカラマリ人（Karamari）というインディオの一族が住人であり、カラマール（Calamar:イカという意味）と呼ばれていた。
カラマールは1500年にスペイン人ロドリゴ・デ・バスティーダス（Rodrigo de Bastidas）と接触した。カラマリ族との長い戦闘の末、1533年1月20日にようやく現在のカルタヘナ市が同じくスペイン人のペドロ・デ・エレディア（Pedro de Heredia）により建設された。同市の建設が遅れた理由として飲料水の不足と好戦的なカラマリ族が毒矢を用いて強く抵抗したこと等が大きな要因とされている。
16世紀以降、スペイン人がインカ帝国を滅ぼして以来、スペイン帝国の最も重要な投錨地として発達し、南米各地で強奪した金やペルー、アルト・ペルーのポトシ銀山の銀、エメラルドをはじめとするアメリカ大陸の産物の輸出港となり、南米北部の奴隷貿易の中心地でもあった。その富が、カリブの海賊たちや他国の標的になりやすいため、石灰岩（サンゴ石）の壁を築いた。
かくしてカルタヘナは17世紀から18世紀にかけて繁栄の絶頂期を迎えた。現存する遺跡の城塞教会、植民地街等はこの時代のものである。
この豊かな町に目を付けたカリブの海賊達（フランス、イギリス）は、同港からスペインへの輸出を妨害し略奪に走った。しかし、カルタヘナは海賊の攻撃に良く耐え、スペイン・ハプスブルク朝のフェリペ2世の命令の元、アフリカ人奴隷達の労働力により難攻不落の港の建設に着手した。この城壁はカルタヘナ・デ・インディアスの海戦 (1741年)で英国より送られた大船団に対し大きな効力を発揮しこれを防いだ。
1811年11月11日、海賊の横行やスペイン人支配に我慢しきれなくなったカルタヘナの住民はスペイン本国からの独立を宣言するに至った。しかし、すぐにサンタ・フェ・デ・ボゴタを中心に独立した内陸部のヌエバ・グラナダ連合との軋轢が強まった。
1812年12月15日　シモン・ボリーバルがこの地でスペインへの徹底抗戦を誓うカルタヘナ宣言を発表している。
これに対しスペイン本国は1815年にフェルナンド7世のもと、カルタヘナ再征服のためにパブロ・モリージョ（Pablo Morillo）を同地に送った。モリージョは同市を121日間に渡り包囲して多数の死傷者を出させたが、南米全体の独立獲得の動きに抗しきれず、1821年にはベネズエラのカラカス出身の大英雄シモン・ボリーバル（Simón Bolívar）のスペイン人征服者の国外追放によりこの長い戦いも完全終結し、カルタヘナも大コロンビアの下で完全な独立を獲得した。
こうした数々のエピソードはカルタヘナに『英雄都市（Ciudad Heroica）』としての称号を与えることとなった。

## 交通
- ラファエル・ヌニェス国際空港が港湾地域に立地している。年間旅客数は約500万人でコロンビア有数の規模。

- カルタヘナ港は国内第2位の荷揚げ港で、年間130万トン強の貨物が港から出入りする[1]。

## スポーツ
- レアル・カルタヘナ - サッカークラブ

## 姉妹都市
- マニラ（フィリピン、1986年）
- カディス（スペイン）
- セントオーガスティン（アメリカ合衆国、1986年）
- カルタヘナ（スペイン）
- サンフアン（プエルトリコ）
- グアテマラ市（グアテマラ、1986年）
- サンサルバドル（エルサルバドル）
- コーラルゲーブルズ（フロリダ州）（アメリカ合衆国）

## 気候
- 気候帯:熱帯気候（平均気温27.7℃。年間を通じて22℃～32℃と温暖である。）

| カルタヘナの気候                                                   | カルタヘナの気候 | カルタヘナの気候 | カルタヘナの気候 | カルタヘナの気候 | カルタヘナの気候 | カルタヘナの気候 | カルタヘナの気候 | カルタヘナの気候 | カルタヘナの気候 | カルタヘナの気候 | カルタヘナの気候 | カルタヘナの気候 | カルタヘナの気候 |
| 月                                                                 | 1月              | 2月              | 3月              | 4月              | 5月              | 6月              | 7月              | 8月              | 9月              | 10月             | 11月             | 12月             | 年               |
| ------------------------------------------------------------------ | ---------------- | ---------------- | ---------------- | ---------------- | ---------------- | ---------------- | ---------------- | ---------------- | ---------------- | ---------------- | ---------------- | ---------------- | ---------------- |
| 最高気温記録 °C （°F）                                             | 40 (104)         | 38 (100)         | 38 (100)         | 38 (100)         | 40 (104)         | 38 (100)         | 39 (102)         | 38 (100)         | 38 (100)         | 39 (102)         | 40 (104)         | 39 (102)         | 40 (104)         |
| 平均最高気温 °C （°F）                                             | 31.0 (87.8)      | 31.0 (87.8)      | 31.1 (88)        | 31.5 (88.7)      | 31.7 (89.1)      | 31.9 (89.4)      | 32.0 (89.6)      | 31.9 (89.4)      | 31.7 (89.1)      | 31.2 (88.2)      | 31.4 (88.5)      | 31.4 (88.5)      | 31.48 (88.68)    |
| 日平均気温 °C （°F）                                               | 26.8 (80.2)      | 26.8 (80.2)      | 27.1 (80.8)      | 27.7 (81.9)      | 28.3 (82.9)      | 28.4 (83.1)      | 28.3 (82.9)      | 28.2 (82.8)      | 28.2 (82.8)      | 27.8 (82)        | 27.8 (82)        | 27.3 (81.1)      | 27.73 (81.89)    |
| 平均最低気温 °C （°F）                                             | 22.7 (72.9)      | 23.0 (73.4)      | 23.6 (74.5)      | 24.5 (76.1)      | 24.9 (76.8)      | 25.0 (77)        | 24.7 (76.5)      | 24.8 (76.6)      | 24.7 (76.5)      | 24.4 (75.9)      | 24.4 (75.9)      | 23.4 (74.1)      | 24.17 (75.52)    |
| 最低気温記録 °C （°F）                                             | 19.0 (66.2)      | 19.0 (66.2)      | 19.0 (66.2)      | 19.5 (67.1)      | 19.0 (66.2)      | 19.0 (66.2)      | 20.0 (68)        | 18.0 (64.4)      | 18.5 (65.3)      | 19.0 (66.2)      | 19.0 (66.2)      | 18.5 (65.3)      | 18 (64.4)        |
| 降水量 mm （inch）                                                 | 4.4 (0.173)      | 0.9 (0.035)      | 1.5 (0.059)      | 21.9 (0.862)     | 88.5 (3.484)     | 97.8 (3.85)      | 88.6 (3.488)     | 110.5 (4.35)     | 144.0 (5.669)    | 198.3 (7.807)    | 121.3 (4.776)    | 34.8 (1.37)      | 912.5 (35.923)   |
| 平均降水日数                                                       | 1                | 0                | 1                | 3                | 10               | 12               | 10               | 13               | 13               | 16               | 10               | 3                | 92               |
| 平均月間日照時間                                                   | 278.2            | 239.3            | 244.5            | 209.6            | 197.2            | 187.2            | 216.6            | 204.1            | 177.6            | 175.0            | 200.7            | 247.2            | 2,577.2          |
| 出典1：Instituto de Hidrologia Meteorologia y Estudios Ambientales |                  |                  |                  |                  |                  |                  |                  |                  |                  |                  |                  |                  |                  |
| 出典2：Hong Kong Observatory                                       |                  |                  |                  |                  |                  |                  |                  |                  |                  |                  |                  |                  |                  |